# Rinconete y Cortadillo

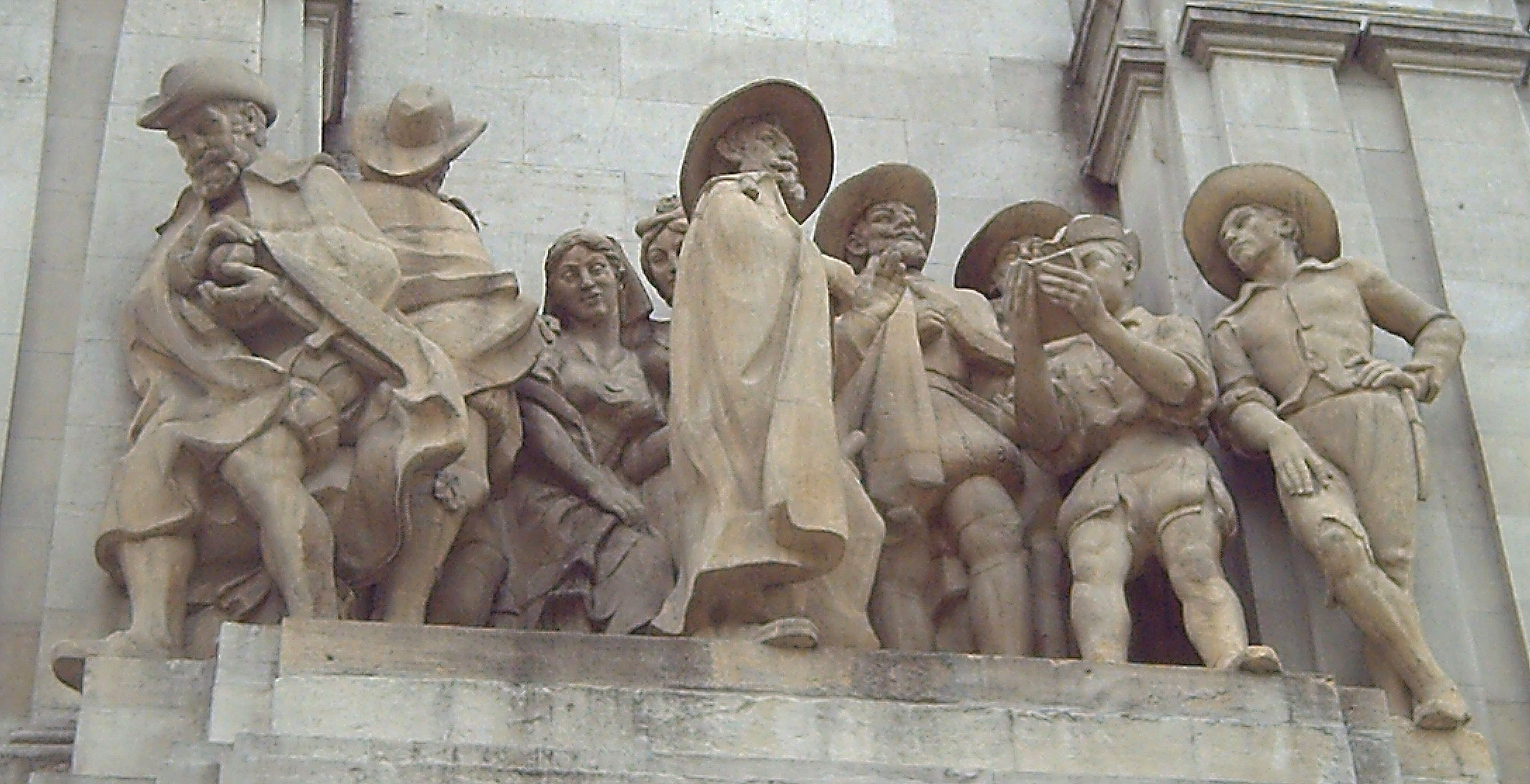

Rinconete y Cortadillo (o Novela de Rinconete y Cortadillo), obra de Miguel de Cervantes és una de les dotze narracions breus incloses en les Novelas ejemplares.
És un retrat picaresc de l'activitat delictiva en l'època de Cervantes, però, com bé ho argumenta Carlos Blanco Aguinaga en un dels seus assajos crítics, la de Cervantes no és pròpiament una novel·la picaresca, ja que transcendeix els pressupòsits que aquest gènere literari posseïa, i projecta els seus personatges cap a una profunditat molt característica, molt distant d'altres obres semblants, com La vida del Buscón o el Lazarillo de Tormes.
Cervantes s'hi refereix en el capítol 47 de la primera part del Quixot, de manera que encara que les Novelas ejemplares es van publicar després, aquesta obra ha de ser anterior a la primera part citada.

## La Sevilla deRinconete y Cortadillo

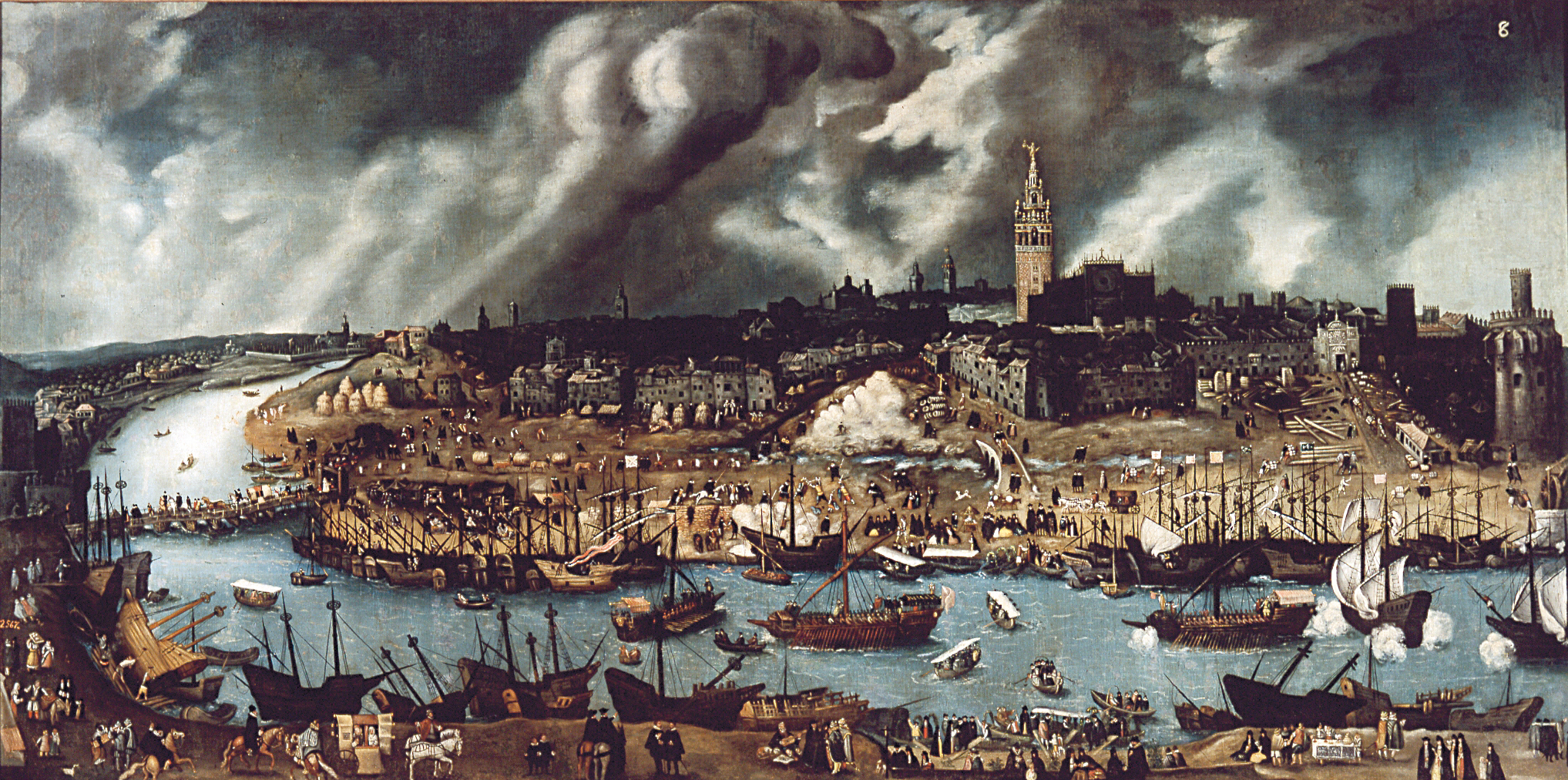
Sevilla en el segle XVI
Alonso Sánchez Coello (1531-1588)

Sevilla era en aquesta època el principal port d'Espanya. Els galions reials hi arribaven procedents d'Amèrica amb carregaments d'or i altres riqueses. El comerç exterior també estava centralitzat al port sevillà, on hi havia la Inspección Central de Impuestos. S'hi havien establert comerciants de molts països. Per tot això, aquesta ciutat andalusa era possiblement en aquell moment la més rica d'Espanya, i resultava summament apropiada per a l'hampa. El formiguer de gent que devia ser Sevilla oferia moltes possibilitats al pícaro, fet que la convertia en una ciutat atractiva. Referent a això és curiós observar com Rincón i Cortado es dirigeixen a Sevilla, o com Guzmán de Alfarache inicia el seu periple a Sevilla, igual que Pablo de El Buscón.
Sevilla era una ciutat cosmopolita pel seu caràcter comercial i -com tota ciutat cosmopolita- en certa manera caòtica. L'hampa s'hi podia moure amb certa facilitat. El Compàs era el lloc de reunió de l'hampa sevillana de l'època. Un altre aspecte d'aquella Sevilla era la seva religiositat, a la qual també s'al·ludeix en aquesta novel·la que ens ocupa. La doctrina de la Immaculada Concepció hi va ser acollida amb molt fervor. Així, sabem que Pedro de Castro, arquebisbe de Sevilla, afectat d'aquest fervor i adoració mariana, ordenà el 1610 el tancament dels bordells sevillans en els dies consagrats a la Verge, alhora que recomanava a les noies anomenades Maria que no hi treballessin. Si bé és cert que això passava anys després de la composició de Rinconete y Cortadillo, també és veritat que l'ambient fervorós ja hi era. Així ho demostra un diàleg entre truans on un d'ells manifesta que «... ni tenim conversa amb dona que es digui Maria el dia de dissabte ». D'altra banda hi ha testimonis de l'existència a Sevilla, ja en aquell temps, de confraries que realitzaven processons i treien passos al carrer amb motiu de festivitats religioses. Aquest fervor sevillà per la Verge i les processons ha estat tan fort que s'ha prolongat fins als nostres dies.
La detallada il·lustració sobre l'ambient sevillà de l'època que realitza Cervantes, probablement és deguda a les observacions que va fer durant les seves repetides estades a la ciutat sevillana. No cal descartar que l'autor mantingués relacions amb gent de l'hampa, fet que explicaria el coneixement minuciós que en té.

## Els personatges i la societat
Pel que fa als personatges i començant pels dos centrals, Rinconete y Cortadillo, cal assenyalar que l'un és la repetició de l'altre. Tots dos han sortit de casa per amor als diners, però també vaguen amb ànsies de llibertat i independència. Sembla que aquestes són les causes que fan que abandonin la llar, en la qual, a excepció de la de Cortadillo, no hi ha gaires problemes. La misèria, doncs, no apareix aquí com la causa de la seva vagabunderia.
La resta de personatges es mostra més difusa, i només en Monipodio podem trobar trets paternalistes. Monipodio és com un pare i com a tal actua en aquesta comunitat: és temut, admirat i estimat, té prestigi i força per resoldre les querelles, així com per assumir la representació de tota la confraria per defensar-la i administrar-la. En realitat aquesta "comunitat" té la forma d'un gremi, associació que agrupa els artesans d'un mateix ofici. Efectivament, l'organització gremial era tancada i solidària. S'hi feia el repartiment proporcional del treball i l'auxili als malalts i desvalguts. I es trobava sota l'advocació d'un sant. Això és un viu retrat de la "confraria" de Monipodio.
No es descarta l'existència d'autèntiques confraries de l'hampa en aquella època, una mena de "màfia" del segle xvii. En qualsevol cas, és palès que es cometien robatoris, assassinats i venjances per encàrrec: possiblement, producte d'aquest amor als diners característic del moment. L'hampa estava organitzada, i no només organitzada i amb sant patró, sinó que, a més, tenia fins i tot el seu propi llenguatge: les germanies, argot utilitzat pels rufians d'aquell temps.
Cal destacar el fort esperit religiós de l'època, del qual, no sabem si amb ironia, Cervantes fa partícips els seus personatges. El sentiment religiós a Espanya estava molt accentuat: cal tenir en compte que es vivia la Contrarreforma. Aquest esperit el trobem també en els personatges de l'hampa de l'obra. Així, veiem com compleixen "piadosament" els preceptes religiosos: resen el rosari, no roben (és a dir, "guarden") els divendres, senten devoció per les imatges, paguen misses pels difunts... Aquesta "pietat" potser només és un recurs utilitzat per Cervantes per satiritzar l'alta societat, molt preocupada per la seva imatge exterior però, en realitat, sense escrúpols, un món on té més valor l'aparença que la mateixa realitat. Possiblement ens trobem davant d'una crítica de l'autor a les fórmules i cerimònies buides que amb tanta profusió es feien en aquell temps, potser a conseqüència de les influències erasmistes que podem trobar en Cervantes.
La societat que formen els malfactors és una imatge deformada de la societat «respectable», té les seves lleis, el seu codi d'honor, etc., cosa que confirma que només es vivia d'acord amb la forma externa, sobretot si tenim en compte que són les classes més elevades les que encarreguen a l'hampa les feines brutes. Podem citar com a exemple el cavaller que paga a la confraria perquè clavin una punyalada de «catorze punts» a la persona que ell assenyalarà. També és molt il·lustratiu el cas de l'agutzil, funcionari de la justícia que a canvi de diners fa els ulls grossos a les activitats dels delinqüents.
En conclusió, podem afirmar que el pícaro és un personatge que troba un terreny adobat molt apropiat per a la seva proliferació en l'Espanya de finals del segle xvi i tot el XVII, en què la decadència moral i econòmica, unida a l'esperit contrareformista, produeixen una societat molt preocupada per la forma exterior i l'espiritualisme però que en la pràctica mostra un cru materialisme.